# پودنمیچ
پودنمیچ (به صربی: Podnemić) یک منطقهٔ مسکونی در صربستان است که در ناحیه ماچوا واقع شده‌است.